# Torpesta kvarn

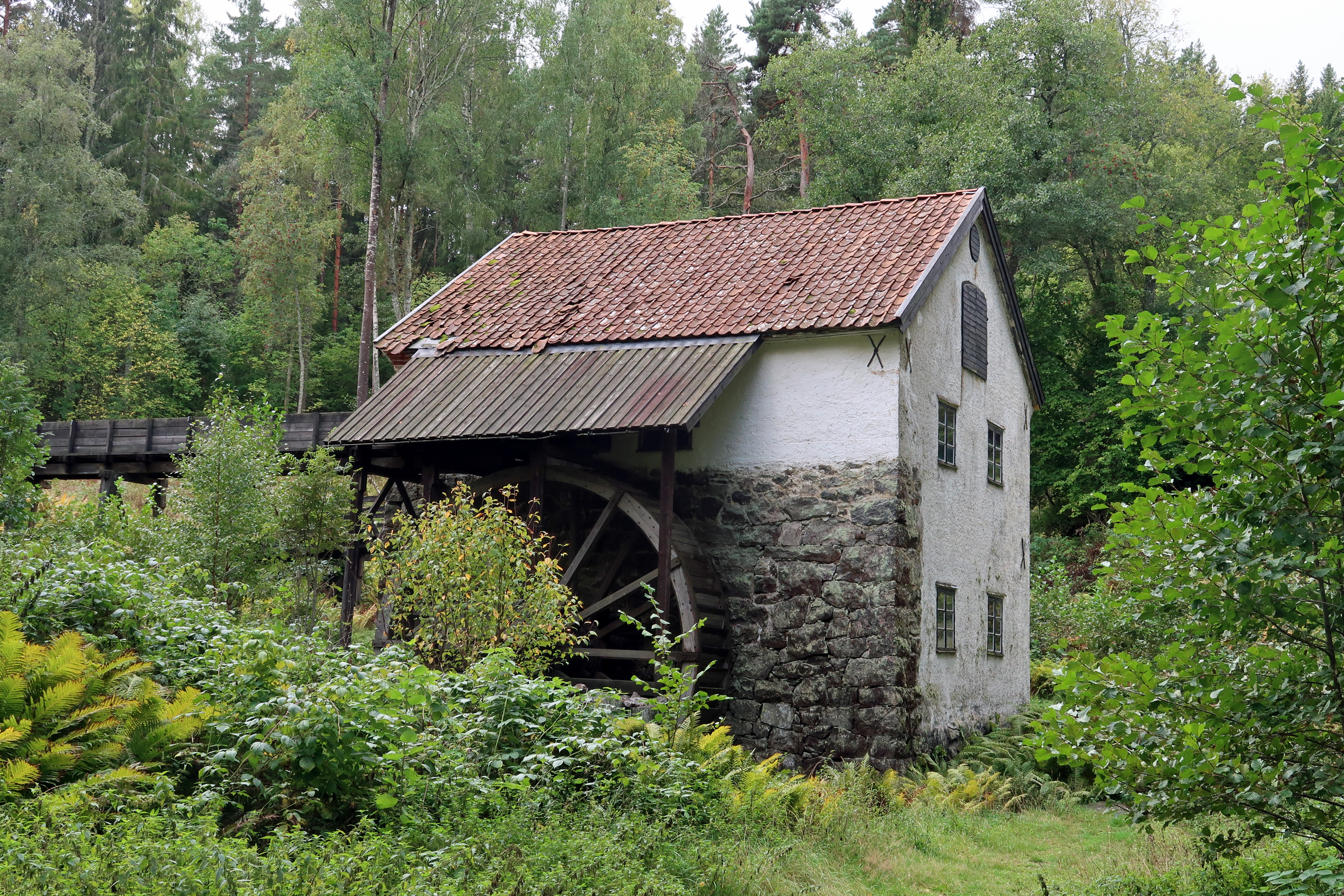
Torpesta kvarn.

Torpesta kvarn är en kvarn i Ludgo socken, Nyköpings kommun.
Torpesta kvarn har sedan 1600-talet legat under Sofielunds säteri. 1630 finns det uppgifter om en skvaltkvarn på platsen. Åldern på nuvarande kvarn, en överfallskvarn om två stenar med stenhus i två våningar är okänd, men troligen härstammar den från 1800-talet. Mjölnarstugan är en enkelstuga med brutet tak och vinkelställd bod ovanför kvarnen. Rännan och kvarnhjulet återskapades 1972 efter att ha blivit förstörda.
På platsen fanns även en turbindriven såg. Sågen ersattes i början av 1900-talet av en ny såg på andra sidan vägen.
Kvarnen restaurerades 1971–1972 av Domänverket och Sörmlands museum för att få den i fungerande skick.
Vattnet som driver kvarnen kommer från sjön Fräkenkärret.
Kvarnen ägs idag av Svenska Jägarförbundet i samverkan med Ludgo-Spelviks Hembygdsförening.
Flera svenska filmer har spelats in vid kvarnen, bland annat Alla vi barn i Bullerbyn, Rasmus på luffen, Viktoria och TV-operan Kronbruden.
Den sista mjölnaren var Axel Andersson som arbetade i kvarnen 1935—42.

## Bilder

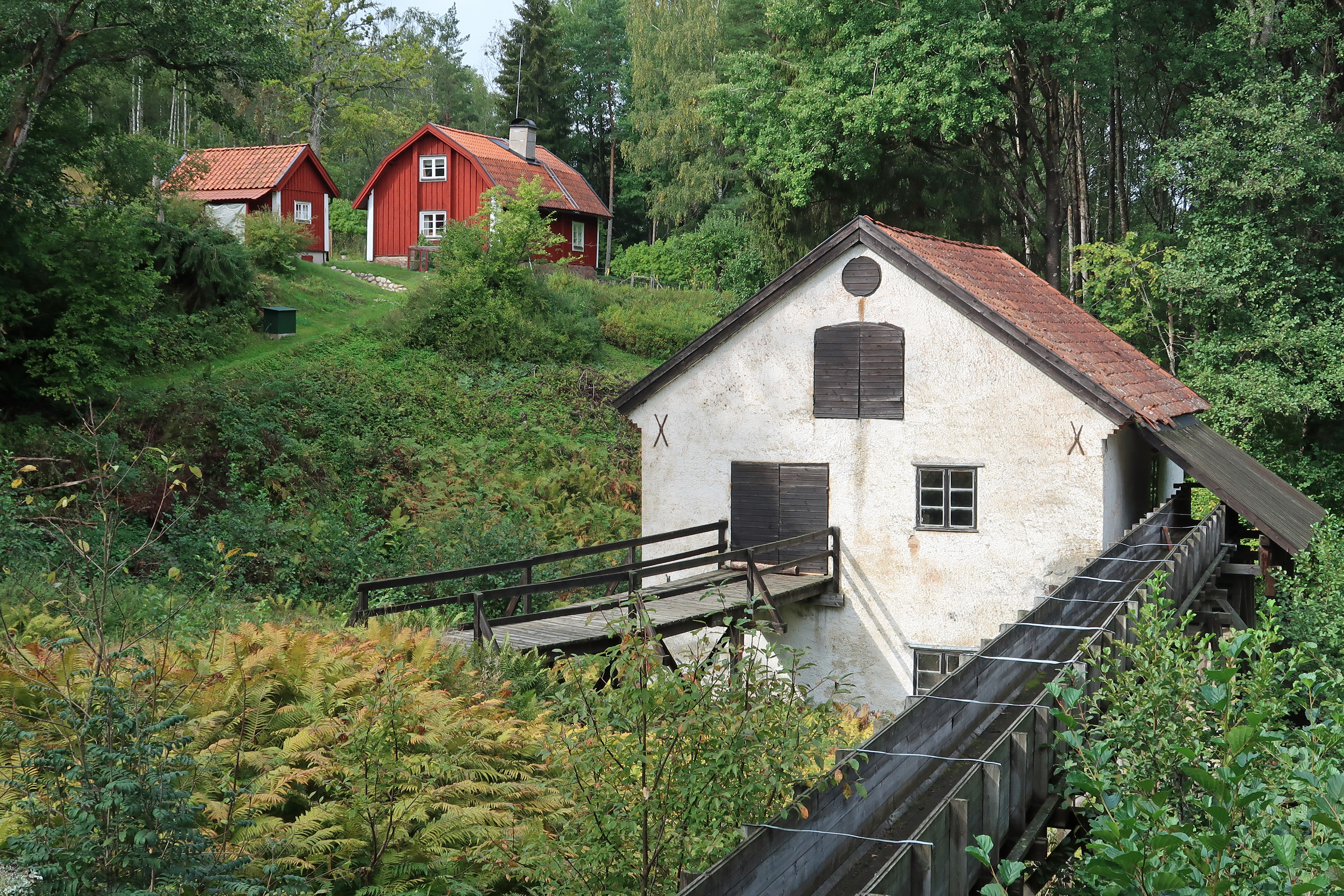
Kvarnen med mjölnarstugan i bakgrunden.
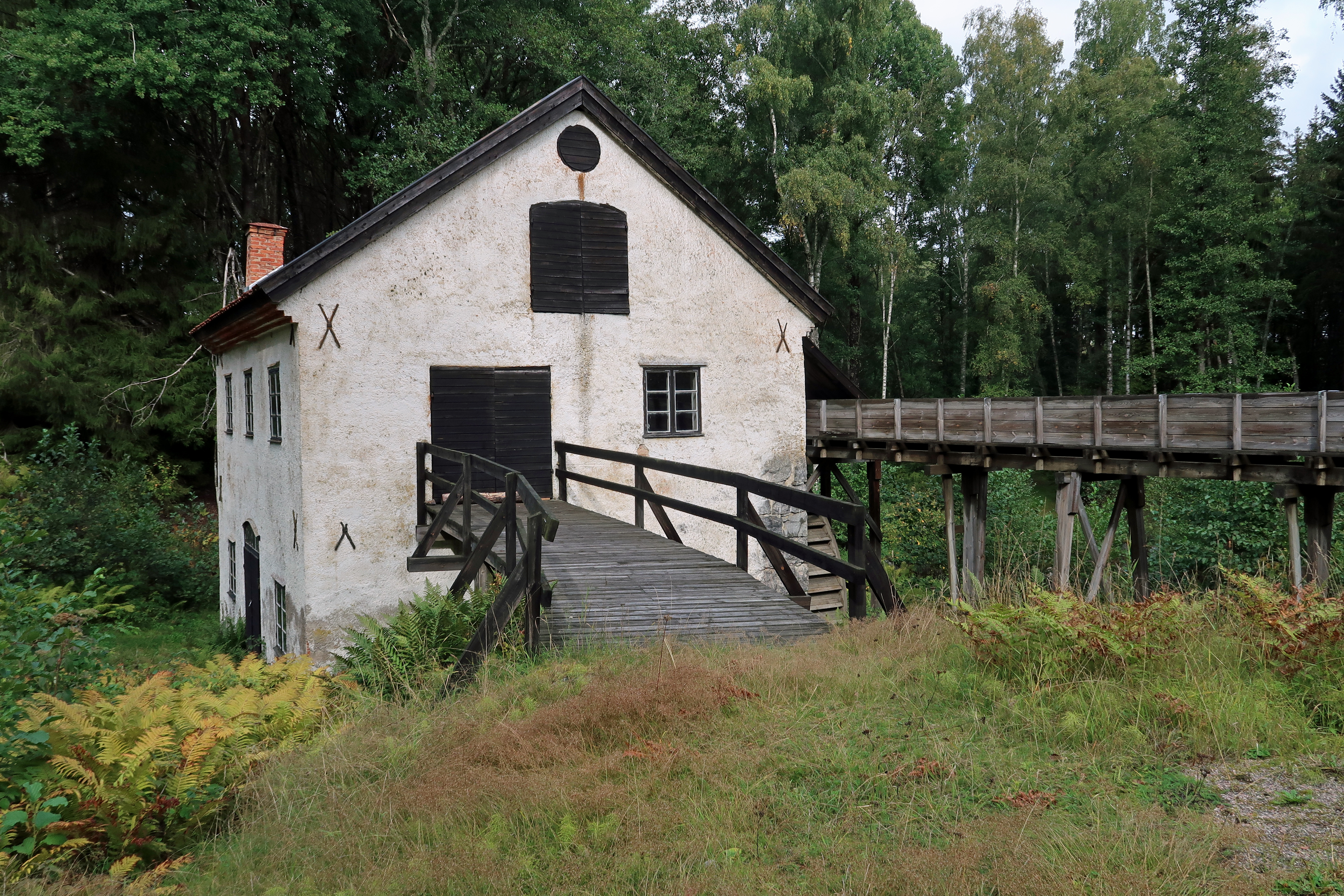
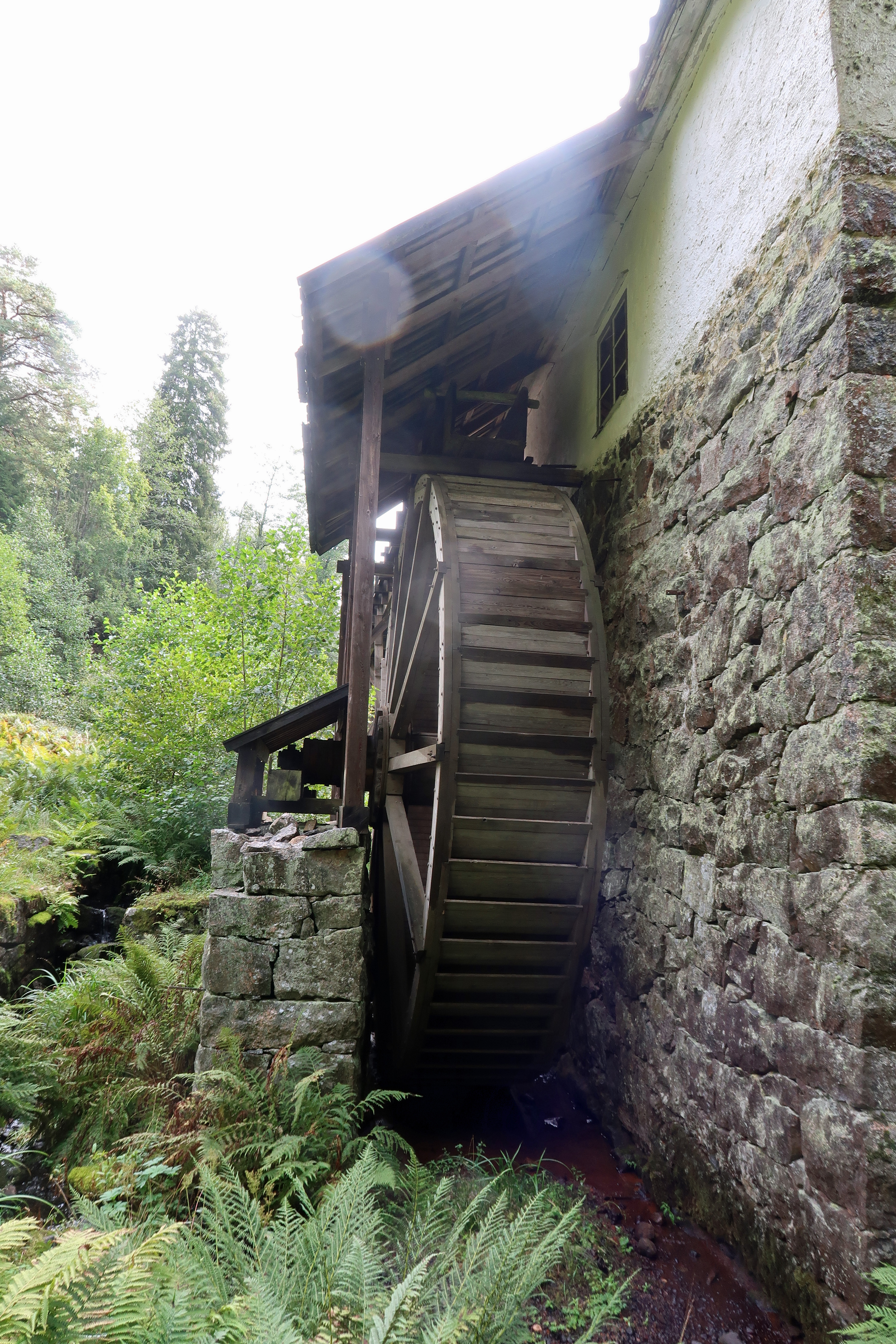
Vattenhjulet är ett s.k. överfallshjul, sex meter i diameter.